# سیارک ۲۷۳۳۲
سیارک ۲۷۳۳۲ (به انگلیسی: 27332 Happritchard، نامگذاری:2000CE63)۲۷۳۳۲مین سیارک کشف شده‌است که در ۰۲ فوریه ۲۰۰۰ کشف شد.